# Kariatide
Kariatide (grško Καρυάτις, množina: Καρυάτιδες) so ženski kipi, ki prevzemajo vlogo podpornih stebrov v arhitekturi. 
Grški izraz kariatides dobesedno pomeni device iz Karije, antičnega mesta na Peloponezu. V tem mestu je bil znan tempelj, posvečen boginji Artemidi v vlogi karijske Artemide. Vsako leto so tam device plesale s polnimi košarami drevesnih plodov na glavi, z njimi pa naj bi plesala tudi Artemida. Te plesalke naj bi nato simbolizirali okrasni stebri v obliki žensk, ki jih imenujemo kanefora.
Najstarejše ohranjene kariatide so bile najdene v Delfih, izvirajo pa iz 6. stoletja pr. n. št. Uporaba kariatid v gradbeništvu naj bi sicer segala še dlje v zgodovino, o čemer pričajo miniaturne arheološke najdbe v obliki ročajev različnih predmetov.
Prvič so omenjene v delu O arhitekturi (De Architectura) rimskega arhitekta Vitruvija iz 1. stol. pr. n. št., ki navaja, da so bile ženske iz grške vasi Karija, ene izmed šestih vasi, ki so se pozneje združile v Šparto, s tako upodobitvijo v templju Erehtejon simbolično kaznovane z večnim suženjstvom za izdajo, ker so se v grško-perzijskih vojnah postavile na stran Perzijcev.
Stari Grki so imeli dekleta iz vasi Karija za lepa, visoka in močna, za morebitne matere močnih otrok. Karija naj bi bila tudi rojstna vas trojanske Helene.
Danes so najbolj znane kopije šestih kariatid, ki podpirajo Erehtejon na Akropoli v Atenah. 

## Antična uporaba
Nekateri od prvih znanih primerkov so bili najdeni v zakladnicah Delfov iz okoli 6. stoletja pred našim štetjem, vendar se njihova uporaba v obliki ženske zasledi celo prej, pri obrednih bazenih, na ogledalih z ročaji iz slonovine iz Fenicije, znane so drapirane figure iz arhaične Grčije.
Najbolj znane in največkrat kopirane so kariatide v Erehtejonu na Atenski akropoli, ki predstavljajo šest figur v portiku. Eno od teh prvotnih figur je lord Elgin odstranil v začetku 19. stoletja in je zdaj v Britanskem muzeju v Londonu. Muzej na Akropoli ima drugih pet, ki so na kraju samem nadomeščene z replikami. Izvirni kipi so na posebnem balkonu, ki omogoča obiskovalcem, da si jih ogledajo z vseh strani. Podstavek odstranjene kariatide je še vedno prazen. Od leta 2011 do leta 2015 so jih očistili s posebej izdelanim laserskim žarkom, ki odpravlja nakopičene saje in umazanijo, ne da bi poškodoval marmorno patino. Vsaka kariatida je očiščena na kraju samem s televizijskim prenosom v živo, da obiskovalci muzeja lahko vidijo postopek. 
Čeprav so vse enako visoke, grajene in podobno oblečene in počesane, niso enake: njihovi obrazi, drža, drapiranje in pričeske so izrezljane različno; tri na levi stojijo na desni nogi, medtem ko tri na desni stojijo na levi nogi. Njihove zajetne, zapleteno urejene pričeske zagotavljajo statično podporo vratu, ki je najšibkejši del strukture.
Rimljani so kopirali tudi kariatide z Erehtejona, kopije so v Avgustovem forumu v Panteonu v Rimu in na Hadrijanovi vili v Tivoliju. Drug rimski primer na ulici Appia je Townleyjeva kariatida.

## Renesansa in pozneje
V zgodnjem novem veku so spet začeli vključevati kariatide na fasadah stavb, prav tako so jih uporabljali v notranjosti ob kaminih. Zgodnji je kip Herkula in Iole, vklesane na podbojih v monumentalnem kaminu v Sala della Jole v Doževi palači v Benetkah iz okoli leta 1450.  V naslednjem stoletju je Jacopo Sansovino, kipar in arhitekt, vklesal par ženskih kipov, ki podpirajo marmorno polico kamina v Vili Garzoni v bližini Padove.  Leta 1615 je Vincenzo Scamozzi, učenec Andree Palladia, v svoje delo Idea della archittura universale vključil poglavje, posvečeno kaminom. V apartmajih knezov in pomembnih osebnosti bi bilo za kamine treba uporabiti kariatide za podporo, je menil, kot jo je narisal, eno pa je namestil v Sali dell'Anticollegio v Doževi palači. 
V 16. stoletju, na primer v razpravi Sebastiana Serlia o arhitekturi, so kariatide postale stalnica dekorativnega besedišča severnega manierizma Fontainebleaujeve šole in graverjev modelov v Antwerpnu. V zgodnjem 17. stoletju se pojavljajo v jakobinski notranjosti v Angliji; na Škotskem je na plošči nad kaminom v veliki dvorani gradu Muchalls zgodnji primer. Kariatide so tudi v besednjaku nemškega baroka (slika desno) in so bile v bolj zadržani in "grški" obliki pri neoklasičnih arhitektih in oblikovalcih, kot so štiri kariatide iz terakote v predverju cerkve sv. Pankracija v Londonu (1822).
Mnogo kariatid stoji na fasadi Palace of Arts iz leta 1893, kjer je muzej znanosti in industrije v Čikagu. V umetnosti oblikovanja draperirane figure podpirajo korintske kapitele v obliki svečnika ali kot mizne podpore, kar je znan kliše neoklasične dekorativne umetnosti. John in Mable Ringling Museum of Art v Sarasoti ima kariatide za motiv na vzhodni fasadi.
Leta 1905 je ameriški kipar Augustus Saint Gaudens ustvaril kariatide za portik za  Albright-Knox Art Gallery v Buffalu, New York, v katerem štiri od osmih kipov (druge štiri imajo samo vence) zastopajo eno od oblik umetnosti: arhitekturo, slikarstvo, kiparstvo in glasbo. 
Auguste Rodin je leta 1881 izdelal kip  Fallen Caryatid Carrying her Stone (del njegove monumentalnega dela The Gates of Hell) [6] kaže padlo kariatido. Robert Heinlein je opisal ta kos v Stranger in a Strange Land": "Zdaj imamo tukaj še čustven simbol ... za skoraj tri tisoč let ali več so arhitekti zasnovali stavbe s stebri, oblikovanimi kot ženske figure ... Po vseh teh stoletjih pa je Rodin videti, da je bilo to delo pretežko za dekle ... Tukaj je ta uboga mala kariatida, ki je poskušala in ni padla pod obremenitvijo .... Ona ne stoji, Ben, ona vedno znova poskuša dvigniti ta kamen, potem ko jo je zdrobil ... " 

## Izvor
Izvor izraza je nejasen. Prvič je bila beseda zapisana v latinski obliki v delu rimskega arhitekta Vitruvija O arhitekturi (I.1.5) v 1. stoletju pred našim štetjem, in sicer da so ženske figure v Erehtejonu predstavljale kaznovanje žensk iz Karije, mesta blizu Šparte v Lakoniji, ki so bile obsojene na suženjstvo po izdaji Aten Perzijcem v grško-perzijskih vojnah. Vitruvijeva razlaga je dvomljiva; tudi pred perzijskimi vojnami so ženske kipe v Grčiji  in antičnem Bližnjem vzhodu uporabljali kot dekorativne podpore. Ne glede na izvor suženjstvo ni bilo zanikano in je bilo razširjeno v renesančni umetnosti. 
Antična Kalija ("leska)") naj bi bila ena od šestih sosednjih vasi okrožja Šparta in rojstni kraj Menelajeve kraljice, trojanske Helene. Dekleta iz Kalije so bile obravnavane kot posebej lepe, visoke, močne in sposobne roditi močne otroke.
Kariatide s košaro na glavi se imenujejo kanefora ("nosilka košare") in predstavlja dekle, ki nosi svete predmete, ki so se uporabljali pri gostijah v čast boginje Atene in Artemide. V Erehtejonu, svetišču, ki je posvečeno antičnemu kralju  Aten, zato kariatide lahko predstavljajo svečenice Artemide v Kaliji, mestu, ki se imenuje "sestrstvo lesk", verjetno v mikenskem obdobju, tako kot drugi množinski ženski toponimi, na primer Atene.
Poznejše moške oblike kariatid so se imenovale telamon (v množini telemones) ali atlas (v množini atlantes), ime se nanaša na legendo o Atlasu, ki se je rodil z nebesi na ramenih. Taki kipi so bili v templju olimpskega Zevsa v Agrigentu na Siciliji.

## Galerija
- Avstrijski parlament (1874–1883), Dunaj
- 1812 Stojalo za sladico
(Paul Storr, London)
- Book Tower (1916–1926), Detroit, Michigan
- Sun Life Building (1913–1931), Montreal
- Walhalla tempelj (1830-1842), Bavarska, Nemčija
- Portal Palais Pallavicini na Josefsplatz, Dunaj
- New York, SoHo
(542 Broadway, 1864)
- Viktorijanske kariatide na trgovini v Edinburghu
- Nogales, Sonora, Mehika
- Letni časi, Thomas Shields Clarke, Appellate Division Courthouse, New York
- Spomenik neznanemu junaku, Beograd, Srbija
- Vrhovno sodišče Poljske (1996-1999), Varšava